# En caliente
En caliente es el tercer disco y primer álbum en vivo del grupo de rock argentino Los Visitantes. En esa ocasión se registraron algunas temas, que serían editados en este tercer álbum de la agrupación que fue totalmente grabado en vivo. La placa también incluye algunos canciones inéditas como Paloma y una versión del tango Sur. Aparecen invitados como Fontova en "Mamita dulce", Alejandro Varela (quien tocaba con Palo en Don Cornelio y La Zona y que, eventualmente, se convertiría posteriormente en el guitarrista de Los Visitantes) y el bandeononista Ernesto Baffa. Luego, a fines de septiembre de ese mismo año lo presentaron en el Estadio Obras, junto a bandas como La Portuaria y Los Brujos.

## Lista de canciones
| N.º | Título                             | Escritor(es)               | Duración |  |
| 1.  | «Tenerte acá»                      | Los Visitantes             | 3:29     |  |
| 2.  | «Ambiente y presentación»          | Los Visitantes             | 1:02     |  |
| 3.  | «Gris atardecer»                   | Los Visitantes             | 3:53     |  |
| 4.  | «Playas oscuras»                   | Los Visitantes             | 4:00     |  |
| 5.  | «Guerra tras guerra»               | Los Visitantes             | 3:14     |  |
| 6.  | «La musa»                          | Los Visitantes             | 5:34     |  |
| 7.  | «Mecánica ciudad»                  | Los Visitantes             | 3:39     |  |
| 8.  | «Auto Unión»                       | Los Visitantes             | 5:02     |  |
| 9.  | «Paloma»                           | Los Visitantes             | 3:16     |  |
| 10. | «Tazas de té chino»                | Los Visitantes             | 3:39     |  |
| 11. | «Castro Barros - Miserere (Norte)» | Los Visitantes             | 1:29     |  |
| 12. | «Sopa yanqui»                      | Los Visitantes             | 2:03     |  |
| 13. | «El ente»                          | Los Visitantes             | 3:40     |  |
| 14. | «Mamita dulce»                     | Los Visitantes             | 2:52     |  |
| 15. | «Abajo en la ciudad»               | Los Visitantes             | 3:07     |  |
| 16. | «Tanta trampa»                     | Los Visitantes             | 3:57     |  |
| 17. | «Villa Domínico»                   | Los Visitantes             | 3:52     |  |
| 18. | «El rosario en el muro»            | Los Visitantes             | 3:27     |  |
| 19. | «A veces sabés»                    | Los Visitantes             | 3:13     |  |
| 20. | «Sur»                              | Aníbal Troilo/Homero Manzi | 4:29     |  |

## Músicos
- Daniel Gorostegui: Teclados
- Federico Ghazarossian: Bajo y Coros
- Horacio Duboscq: Saxofón  y  Clarinete
- Karina Cohen: Coros  y  Percusión
- Marcelo Belén: Batería
- Marcelo Montolivo: Guitarra
- Palo Pandolfo: Guitarra y Voz